# Nissan D
Renault-Nissan D (англ. Nissan D Platform) — автомобильная платформа для переднеприводных автомобилей среднего класса (D-класса), а также полноприводных среднеразмерных кроссоверов.
Платформа Nissan D пришла на смену платформе Nissan FF-L platform.
Первым автомобилем на этой платформе стал Nissan Altima, выпущенный в 2007 году. В России продажи Nissan Murano, Nissan Teana и Renault Laguna, использующих данную платформу, начаты в 2008 году. В 2012 году на платформе Nissan D запущен в серию люксовый кроссовер Infiniti JX.

## Автомобили

### Nissan/Infiniti
- 2012 Infiniti JX
- 2007 Nissan Altima
- 2011 Nissan Quest
- 2009 Nissan Maxima
- 2008 Nissan Murano (Z51) Второе поколение
- 2013 Nissan Pathfinder Четвертое поколение
- 2008 Nissan Teana (J32) Второе поколение

### Renault/Renault Samsung
- 2008 Renault Laguna Третье поколение
- 2010 Renault Latitude
- 2012 Renault Talisman
- 2009 Renault Samsung SM5 (L43)
- 2011 Renault Samsung SM7 New

|  |  |  |
|  |  |  |